# مجتمع إحصائي
في الإحصاء، المجتمع الإحصائي (بالإنجليزية: Statistical Population)‏ هي مجموعة من العناصر أو الأحداث المتشابهة التي تكون (بجميع عناصرها) موضوعا لدراسة علمية ما. قد يكون المجتمع الإحصائي مجموعة من العناصر المحسوسة مثل كل البشر الأحياء على كوكب الأرض أو كل النجوم في الكون، وقد تكون مجموعة من الأحداث الافتراضية مثل كل النتائج المحتملة لرمي 10 نرود معا. ترمي أغلب الدراسات الإحصائية إلى معرفة معلومات عن المجتمع الإحصائي المدروس.
عندما يستحيل دراسة كافة عناصر المجتمع الإحصائي (مثلا أطوال كل البشر، أو كل الفيلة في العالم) يتم أخذ عينة من المجتمع الإحصائي حينها بغرض دراستها وتعميم خصائصها الاحصائية على المجتمع الإحصائي كله. يشترط في صحة الاستدلال الاحصائي بهذه الطريقة أن تكون العينة المأخوذة ممثلة للمجتمع الإحصائي كله.

## مجتمع جزئي
المجتمع الجزئي أو دون الجمهرة أو الجمهرة الجزئية (بالإنجليزية: Subpopulation)‏، حيثُ يطلق اسم المجتمع الجزئي على المجموعة الجزئية من المجتمع الإحصائي والتي تتشارك فيما بينها بخاصية واحدة أو أكثر. على سبيل المثال إذا افترضنا أن المجتمع الإحصائي المدروس هو كل المسلمين في العالم فيكون المسلمون اليمنيون مجتمعا إحصائيا جزئيا. تجدر الملاحظة هنا أنه على العكس من المجتمع الجزئي لا يصح أن يتم اختيار عناصر العينة الإحصائية على أساس تشاركها بصفات معينة.تكمن أهمية دراسة المجتمعات الجزئية في استنباط المميزات الخاصة بها دونا عن بقية عناصر المجتمع الإحصائي الكلي. على سبيل المثال عند دراسة التأثيرات الجانبية لدواء قيد التطوير فإن دراسة تأثيره على عينة من الذكور فقط (كعينة من مجتمع جزئي) قد تظهر نتائج لم تكن لتتضح لو أن الدراسة تمت على عينة من الذكور والإناث.